# Tapan Sinha
Tapan Sinha (Kolkata, 2 oktober 1924 – aldaar, 15 januari 2009) was een Bengaals-Indiaas filmregisseur. Hij was vermoedelijk de meest compromisloze regisseur van de Indiase filmstroming Parallel Cinema.
Sinha was gehuwd met de Bengaals-Indische actrice Arundhati Devi. Hun zoon Anindya Sinha is een bekende primatoloog.
Sinha was een der meest gerespecteerde filmmakers van India. Alhoewel hij vooral actief was in de Bengaalse filmindustrie, maakte hij ook films in andere talen, zoals het Hindi en het Oriya.
Hij overleed begin 2009 aan een longontsteking.

## Erkenning
Sinha's films wonnen onderscheidingen op de internationale filmfestivals van Berlijn, Venetië, Londen, Moskou, San Francisco, Locarno, Cork, Cambodja en Seoel. Hij was zelf jurylid van onder meer de filmfestivals van Tashkent en San Francisco. Met zijn werk won hij negentien nationale filmonderscheidingen in verschillende categorieën.
- Kabuliwala (1956), gebaseerd op een verhaal van Rabindranath Tagore, won de muziekprijs op het Filmfestival van Berlijn
- Ek Doctor Ki Maut (Dood van een Arts) (1991), won de Nationale Prijs voor de Op-één-na Beste Film, Beste Regisseur, 1991/ Bijzonder Prijs van de Jury voor Beste Acteur, 1991/ BFJA Prijzen - Beste Film, Beste Regisseur, 1991/ 37th Film Fare Prijs voor Beste Scenario, 1991/ Filmfestival van het Rode Kruis, Sofia, 1991
- Hij kreeg de "Dadasaheb Phalke Prijs" van het jaar 2008 voor zijn bijzondere bijdrage aan de Indiase film.

## Filmografie
- Ankush (1954)
- Upahaar (1955)
- Tonsil (1956)
- Kabuliawala (1957)
- Lauha Kapat (1958)
- Kala Mati (1958)
- Khaniker Atithi (1959)
- Khudhito Pashan (1960)
- Jhinder Bandi (1961)
- Hansuli Banker Upakatha (1962)
- Nirjan Saikate (1963)
- Jatugriha (1964)
- Arohi (1964)
- Atithi (1965)
- Galpo Holeo Satti (1966)
- Hate Bazare (1967)
- Aapan Jon (1968)
- Sagina Mahato (1970)
- Sasina (1970)
- Ekhani (1971)
- Zindagi Zindagi (1972)
- Aandhar Periye (1973)
- Raja (1975)
- Harmonium (1976)
- Ek Je Chhilo Desh (1977)
- Safed Haathi (1978)
- Sabuj Dwiper Raja (1979)
- Banchharamer- Bagan (1980)
- Adalat O Ekti Meye (1982)
- Admi Aur Aurat (1982)
- Manush (1983)
- Didi (1984)
- Baidurya Rahasya (1985)
- Atanka (1986)
- Aaj Ka Rabinhood (1987)
- Ek Doctor Ki Maut (1991)
- Antardhaan (1992)
- Wheel Chair (1994)
- Satabdir Kanya (1996)
- Ajab Gnayer Ajab Katha (1999)
- Anokhi Moti (2000)